# Time base corrector
En Time base corrector (TBC) används i videobandspelare dels för att ge en stabil bild, dels för att digitalt ta bort darrigheten hos en ostadig videosignal. Detta ger en stadig bild även när man ser på gamla eller slitna band.
En Time base corrector är ofta en lös enhet (apparat) inkopplad i signalkedjan, men i vissa bättre analoga videobandspelare exempelvis Betacam (Sony) kan enheten vara inbyggd. Funktionen hos en Time base corrector är att buffra, vanligen en bildruta (två bildfält), och sedan släppa ut signalen synkroniserad till en inre eller yttre referenssignal. 

## Användningsområden

### För att ge en stabil bild
Här används Time base correctorn för att synkronisera en icke-synkroniserad videokälla genom att låsa denna med videobanspelarens inbyggda klocka så att början av varje bildruta hos källan (videobandet) exakt matchar med när videobandspelaren förväntar sig att se början på denna.

### Digitalt förbättra darrigheten
Vidare används Time base correctorn av videon för att stabilisera bilden då videobandet är slitet och tiden mellan olika frames varierar genom att se till att videon ger ifrån sig en "jämn" videosignal för att undvika darrighet och rörelser i bilden.